# میدو اس‌ای
میدو (انگلیسی: Mido) شرکت تولیدکننده ساعت‌های لوکس سوئیسی است که در سال ۱۹۱۸ تأسیس شد و هم‌اکنون زیرمجموعه‌ای از گروه سواچ می‌باشد.

## تاریخچه
واژه میدو برگرفته از ریشه اسپانیایی "Yo mido" و به معنی «من اندازه می‌گیرم» است. (انگلیسی: "I measure") میدو از آغاز سعی در ترکیب نوآوری، زیبایی‌شناسی و عملکرد در طراحی‌های خود داشته‌است و با الهام‌گیری از معماری محصولات خود را عرضه کرده‌است.
این شرکت به عنوان یکی از ۱۰ شرکت برتر تولیدکننده ساعت‌های با گواهی رسمی کرونومتر سوئیس در نظر گرفته می‌شود و همچنین تمامی ساعت‌های این برند دارای موتور از نوع اتوماتیک می‌باشند.
ساعت‌های میدو هم‌اکنون در بیش از ۷۰ کشور دنیا به فروش می‌رسند و از لحاظ قیمت‌گذاری در گروه سواچ، بالاتر از تیسوت، همیلتون و سرتینا و پایین‌تر از رادو و لونژین قرار می‌گیرند.

## کالکشن ساعت‌های میدو
کالکشن‌های ساعت‌های میدو عبارتند از:
- OCEAN STAR
- BARONCELLI
- BELLUNA
- COMMANDER
- MULTIFORT
- RAINFLOWER
- ALL DIAL

## حامی مسابقات ورزشی
میدو از سال ۲۰۱۹ میلادی حامی مسابقات پرش از صخره ردبول بوده‌است.